# Жан-Батист Камий Коро
Жан-Батист Камий Коро (на френски: Jean-Baptiste Camille Corot; 16 юли 1798 – 22 февруари 1875) е бележит френски художник. Той е добре познат със своите пейзажи и портрети, в стила на Неокласицизма и Импресионизма.

## Биография
Камий Коро произхожда от буржоазно семейство. Баща му е перукер, а майка му е известна модистка на шапки. Имат собствен магазин. Жан-Батист е второто от трите деца на семейството. Роден в Париж, първоначално той живее при бавачка на село. След като посещава един парижки пансион, той продължава в гимназията в Руан и завършва обучение като търговец на платове.
На 26 години той изоставя нелюбимото занимание и поема по пътя на твореца. Става ученик на Жан-Виктор Бертен, един от главните представители на пейзажната живопис. През 1825 г. заминава за Рим и три години рисува в Кампаня Романа (хълмистите околности на Рим). Връща се в Париж и наема ателие на „Рю Волтер“. Предприема пътувания из Франция, Нидерландия и Швейцария.
След 1827 г. взема редовно участие в Парижкия салон. През 1846 г. става рицар на Почетния легион, а през 1867 г. му е присъдено офицерско звание. Последният адрес на Коро е на улица Rue du Faubourg Poissonnière № 56. След смъртта му тялото му е положено в парижкото гробище Пер Лашез.
Най-известният му ученик е Камий Писаро.
В последните си години Камий Коро отделя голямо внимание на благотворителността. Огромният търговски успех на художника, който той увеличава между другото и чрез много умела реклама, бива използван в различни видове социални дейности. Например в областта на живописта Коро посредничи при даването на поръчки за картини на млади художници. Многократно дарява големи суми за бедните парижани. През 1872 г. Коро купува къща за обеднелия и вече сляп Оноре Домие. През 1875 г. подарява на вдовицата на Жан-Франсоа Миле 10 000 франка, за да може да осигури прехраната на децата им. Освен това Коро подпомага детска ясла на улица Rue Vandrezanne в Париж.
Коро остава ерген и без деца. Жермен Базен пише през 1942 г.: „Той нямаше нужда да продължава да живее в плът и кръв и да следва тъмните страсти, които са общи за всички хора.“

## Постижения
Коро открива в Италия своя стил в пейзажната живопис – свободна, но стегната композиция с приглушени цветове, който той развива след 1850 г. до чистия стил на „живописта на настроението“, която „превръща едно конкретно природно явление в едно хармонично цяло за дадения момент“ (според Алоиз Ригл). Коро е един от главните представители на Барбизонската школа, към която принадлежат и Теодор Русо, Шарл-Франсоа Добини и Жан-Франсоа Миле. В по-късните си години Коро е познат като „татко Коро“ – „Père Corot“, символизиращ фигурата на бащата на парижката художествена сцена. Коро е считан още тогава за водещия пейзажист на Франция. Негови съвременници в Англия са Джоузеф Търнър и Джон Констабъл. Освен пейзажи Коро рисува и женски портрети.
Коро е оказал решаващо влияние върху Импресионизма. Много известни художници се позовават на неговото влияние или се смятат за негови ученици, например Берта Моризо, Йожен Буден, Станислас Лепен, Антоан Шентрьой, Франсоа-Луи Франсе, Шарл льо Ру и Бартелеми Мен.

## Фалшификати
Коро е един от най-фалшифицираните художници в света. От една страна това се дължи на неговата щедрост: той подарява и оставя в наследство много от своите картини, без да е изготвили преди това техни копия. Някои свои картини предоставя на свои приятели-художници, като им разрешава да изготвят копия от тях. В по-късните му години, когато вече е достигнал славата, около него се събират бедни художници. Той им помага, като им разрешава да изготвят в неговото ателие вариации на един и същи мотив.
Друга причина за големия брой фалшификати е, че не подписва част от произведенията си, понякога преработва творби на свои колеги и поставя по тяхна молба на тези картини подписа си.
Трета причина е фактът, че понякога търговци на негови произведения са полагали върху им собствения си подпис.
Според художествения критик на „Франкфуртер Алгемайне Цайтунг“ Никлас Маак Фернан Леже бил признал на стари години, че за да спечели пари е „нарисувал 25 фалшиви платна на Коро“. Коро веднъж се бил пошегувал: „От 1500 картини, които съм нарисувал, 3000 се намират в Америка.“
Огромната продуктивност на Коро и разнообразието на неговия стил междувременно са допринесли за това, фалшификатите да са трудно откриваеми. В Америка се предполага, че има особено много фалшиви картини на Коро заради популярността му сред американските колекционери.

## Творби
- „Моста на Нарн – Аугустусбрюке над река Нера“, Лувър, 1826, масло 34 х 48 см
- „Колизеумът и Градините Фарнезе в Рим“, Лувър, 1826, масло, 30,5 х 48
- „Албанка“, изложена в Бруклинския музей в Ню Йорк
- „Форумът и градините Фарнезе в Рим“, Париж, Музей Орсе, 1826, масло, 28,8 х 50,4
- „Жена с мандолина“, Париж, частна колекция, 1826 – 28, масло, 34 х 26
- „Катедралата на Шартр“, 1830, Лувър, колекция „Моро-Нелатон“
- „Гората във Фонтебло“, Париж, колекция Ренан, 1830 – 1835, масло, 48 х 59
- „Хижи с мелница на речния бряг“, Париж, Музей „Кокнак-Жей“, 1831, масло, 53 х 54
- „Градът и езерото Комо“, Париж, колекция „Пейтел“, 1834, масло, 29,5 х 42 см
- „Утро във Венеция“, Москва, Пушкински музей, 1834, масло, 27 х 40 см
- „Седяща жена с разголена гръд“, Париж, Колекция „Ренан“, около 1835, масло върху дърво, 24 х 18,5 см
- „Агар в пустинята“, Париж, Колекция „Ренан“, 1835, масло, 41 х 32 см
- „Портрет на мадам Шармоа“, Париж, Лувър, 1837, масло, 43 х 35 см
- „Мариета – римската одалиска“, Париж, Музеят на Пти Пале, 1843, масло върху хартия, 29,3 х 44, 2 см
- „Портрет на Луи Робер като дете“, Париж, Лувър, 1843 – 44, масло върху платно, 27 х 22 см
- „Кола със сено“, Москва, музея Пушкин, втора половина на 19 век, масло, 32 х 45 см
- „Пътят към Севър“, Лувър, 1855 – 65, масло, 34 х 49 см
- „Момиче след Природата“, Женева, Музей на изкуството и историята, 1859, масло, 49 х 75 см
- „Катедралата на Нант“, Реймс, Музей на изящните изкуства, около 1860, масло, 42,7 х 55, 8 см
- „Катедралата на Нант“, Реймс, Музей на изящните изкуства, около 1860, масло върху дърво, 52,1 х 32, 6 см
- „Ателието на художника“, Лувър, 1865 – 66, масло, 56 х 46 см
- „Писмото“, Ню Йорк, музея „Метрополитън“, около 1865, масло върху дърво, 54,6 х 36,2
- „Агостина, италианката“, Вашингтон, Национална художествена галерия, 1866, масло, 138,6 х 95 см
- „Жена с перла“, Лувър, 1868 -1870
- „Жена в синьо“, Лувър, 1874, масло, 80 х 51 см
- „Вътрешността на катедралата в Санс“, Лувър, около 1874, масло, 61 х 40 см
- „Омир и пастирите“, Музея в Сен Лo, 1845

## Памет
Астероидът (6672) Corot носи неговото име.
Представителни ретроспективи
- 2004 „Копнежът по Италия, Коро и Ранният импресионизъм“ 1780 – 1850, изд. Феликс Бауман, Баден, Музеят „Лангмат“, каталог на изложбата Браус, Хайделберг 2004 ISBN 3-89904-104-6
- 2012 „Камий Коро, Природа и сън“, Карлсруе, Държавна художествена галерия, Хайделберг 2012 ISBN 978-3-86828-332-7
- 2017 „Камий Коро, Поет на пейзажа“, Аахен, Suermondt-Ludwig-Museum.

## Галерия
- „Домът и фабриката на г-н Анри“, 1833
- „Гората на Фонтенбло“, 1846
- „Самота“, 1866
- „Споменът на Куброн“, 1872

## За него
- Camille Corot. Natur und Traum. Karlsruhe, 2012.
- Camille Corot, Briefe aus Italien. Klinkhardt & Biermann, Leipzig, 1924.
- Dario Durbé u. a., Corot und die Schule von Barbizon. Pawlak, Herrsching, 1988, ISBN 3-88199-430-0
- Peter Galassi, Corot in Italien. Freilichtmalerei und klassische Landschaftstradition. Hirmer, München 1991, ISBN 3-7774-5490-7.
- Jean Leymarie, Corot. Biographisch-kritische Studie. Skira-Klett-Cotta, Genf, 1980, ISBN 3-88447-049-3.
- Vincent Pomarède, Corot. Flammarion, Paris, 1996, ISBN 2-08-012123-5.
- Mariantonia Reinhard-Felice (Hrsg.), Corot. L'Armoire Secrète. Eine Lesende im Kontext. Hirmer, München, 2011, ISBN 978-3-7774-3421-6 (каталог от изложба)
- Alfred Robaut, L'Œuvre de Corot, catalogue raisonné et illustré précédé de l'Histoire de Corot et de ses œuvres par Étienne Moreau-Nélaton, 4 Bde. und Register-Bd., Floury, Paris, 1905.
- Leonhard Saint-Michel, Corot und seine Welt. Gondrom, Bayreuth, 1981. ISBN 3-8112-0216-2.
- Yvon Taillandier, Corot. Flammarion, Paris, 1990, ISBN 2-08-011554-5.
- Germain Bazin, Corot, Wolfgang Krüger Verlag, Berlin, Druck: Pierersche Hofbuchdruckerei Stephan Geibel & Co., Altenburg/Thür, 1942